# 제이드 페티존

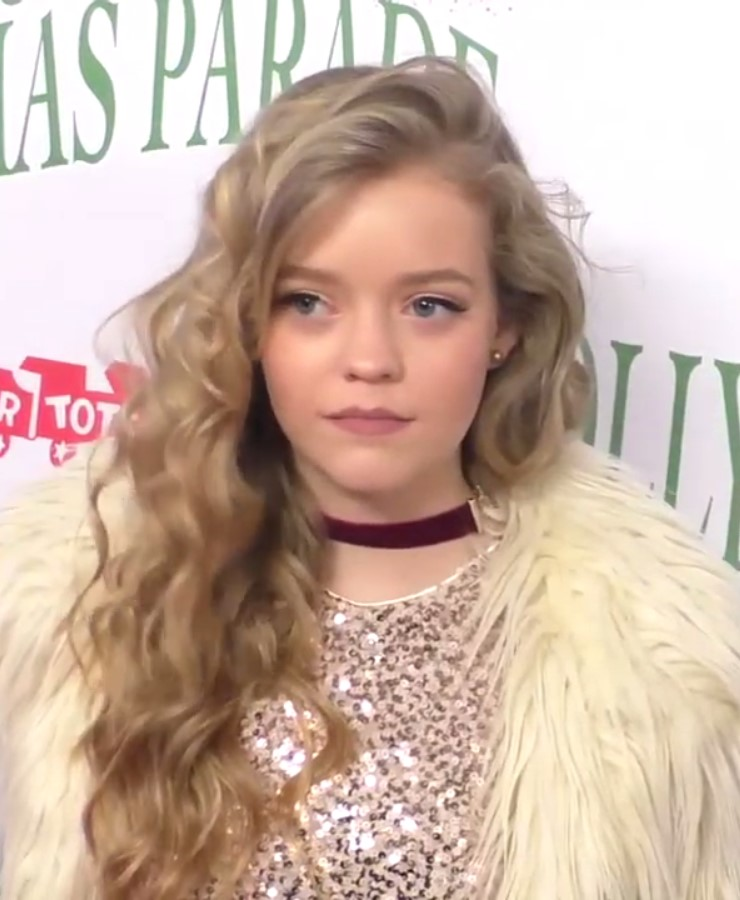

제이드 페티존(Jade Elizabeth Pettyjohn, 2000년 11월 8일 ~ )는 미국의 배우, 텔레비전 배우, 영화배우이다.
로스앤젤레스에서 태어났다.

## 방송
- 스쿨 오브 락 시즌3
- 스쿨 오브 락 시즌2
- 더 스쿨 오브 락
- 더 라스트 쉽 2
- 더 라스트 쉽

## 영화
- 트라이얼 바이 파이어 (2018년)
- 디스트로이어 (2018년) - 쉘비 역
- 걸 플루 (2016년)
- 스쿨 오브 락 (2016년)
- 샹그릴라 스위트 (2016년) - 어린 카렌 역
- 다코타 썸머 (2014년)
- 매케나 슈트 포 더 스타스 (2012년)